# TF Sport
TF Sport est une écurie de sport automobile britannique fondée en 2014 et dirigée par l'ancien pilote BTCC Tom Ferrier. Elle engagait des Aston Martin dans des courses GT à travers l'Europe. Aujourd'hui elle s'engage principalement en WEC avec 2 Corvette et en ELMS avec une LMP2.

## Histoire

### Débuts
Tom Ferrier lance l'écurie en janvier 2014, afin de devenir une équipe engagée dans les principaux championnats GT. Elle bénéficie du soutien et de l'expérience d'Aston Martin Racing. 
Lors de sa première saison, elle participe au British GT avec une Aston Martin GT4, la saison suivante elle engage une Aston Martin V12 Vantage GT3. Elle obtient ensuite le titre British GT 2016 avec Jonathan Adam et Derek Johnston.
L'écurie s'engage parallèlement en Michelin Le Mans Cup 2016, à l'issue de la saison elle est également titrée ce qui permet à l'équipe d'avoir une invitation afin de participer aux 24 Heures du Mans 2017.

### Saison 2017

Ancien logo.

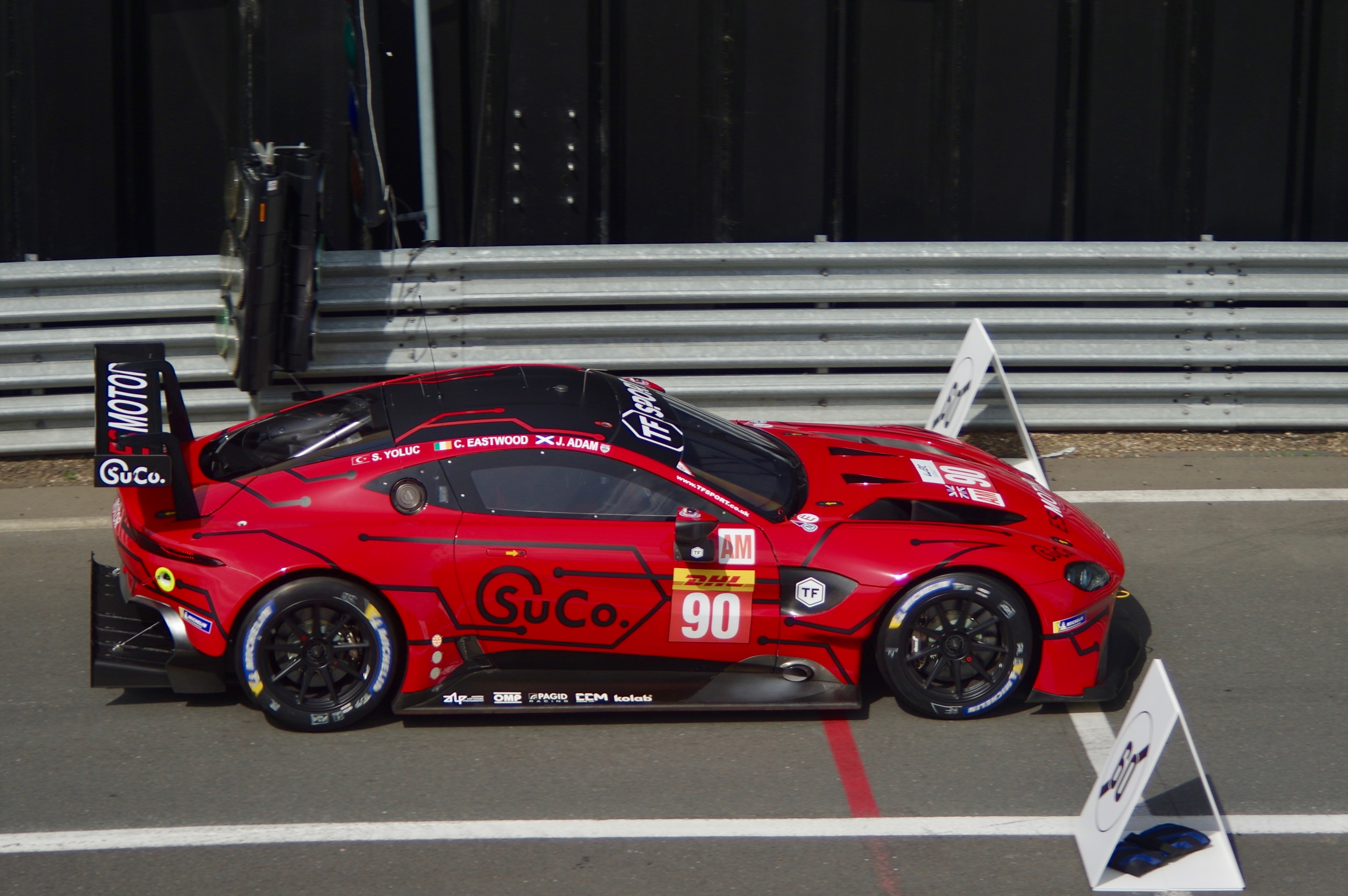
L’Aston Martin Vantage AMR aux 4 Heures de Silverstone 2019.

En février 2017, l'écurie annonce qu'elle engagera une Aston Martin V12 Vantage GT3 en Blancpain GT Series pour Ahmad Al Harthy et Jonny Adam. En parallèle, TF Sport exploitera une Aston Martin V8 Vantage GTE en European Le Mans Series et aux 24 Heures du Mans.
En juin, à l'occasion du Road to Le Mans, l'Aston Martin V12 Vantage GT3 pilotée par Tom Jackson et Ahmad Al Harthy remporte la course dans la catégorie GT3 après s'être élancée de la dixième place sur la grille de départ.
En août, l'Aston Martin est engagée aux 12 Heures d’Abou Dhabi avec l'écurie Oman Racing.
En septembre, après avoir placé ses deux Aston Martin en première ligne lors des qualifications, TF Sport remporte la manche de Donington en championnat britannique des voitures de grand tourisme,.

### Saison 2018
L'écurie s'engage en championnat du monde d'endurance FIA pour la saison 2018-2019 dans la catégorie LM GTE Am.

## Palmarès
- 24 Heures du Mans
  - Victoire dans la catégorie LMGTE Am aux 24 Heures du Mans 2020

## Résultats en Championnat du monde d'endurance FIA
| Saison    | Écurie   | Châssis                  | Moteur                      | Pneus    | Numéro | Courses | Courses | Courses | Courses | Courses | Courses | Courses | Courses | Points inscrits | Classement |
| Saison    | Écurie   | Châssis                  | Moteur                      | Pneus    | Numéro | 1       | 2       | 3       | 4       | 5       | 6       | 7       | 8       | Points inscrits | Classement |
| --------- | -------- | ------------------------ | --------------------------- | -------- | ------ | ------- | ------- | ------- | ------- | ------- | ------- | ------- | ------- | --------------- | ---------- |
| 2018-2019 | TF Sport | Aston Martin Vantage GTE | Aston Martin 4.5 L V8       | Michelin | 90     | SPA     | LMS     | SIL     | FUJ     | SHA     | SEB     | SPA     | LMS     | 99              | 3e         |
| 2018-2019 | TF Sport | Aston Martin Vantage GTE | Aston Martin 4.5 L V8       | Michelin | 90     | 2e      | Abd     | 2e      | 2e      | 8e      | 6e      | 2e      | 11e     | 99              | 3e         |
| 2019-2020 | TF Sport | Aston Martin Vantage AMR | Aston Martin 4.0 L Turbo V8 | Michelin | 90     | SIL     | FUJ     | SHA     | BAH     | CAM     | SPA     | LMS     | BAH     | 154             | 2e         |
| 2019-2020 | TF Sport | Aston Martin Vantage AMR | Aston Martin 4.0 L Turbo V8 | Michelin | 90     | 7e      | 1re     | 1re     | Abd     | 1re     | 3e      | 1re     | 8e      | 154             | 2e         |